# Metapenaeopsis angusta
Metapenaeopsis angusta är en kräftdjursart som beskrevs av Crosnier 1987. Metapenaeopsis angusta ingår i släktet Metapenaeopsis och familjen Penaeidae. Inga underarter finns listade i Catalogue of Life.